# Moonlight and Pretzels
Moonlight and Pretzels è un film del 1933 diretto da Karl Freund.

## Trama
Un uomo mette in scena uno spettacolo a Broadway.